# Still Swingin'
«Still Swingin»' es una canción de la banda de rock estadounidense Papa Roach lanzado como el primer sencillo de su álbum "The Connection", el 24 de junio de 2012. El sencillo fue bien recibido por los fanes a su regreso al estilo de rap cuando la banda empezó. La canción fue producida por Tylias, un dubstep y hip-hop indie productor del underground de la escena musical. El abrazo de este agregado tenía opiniones polarizadas, algunos llamándolo nuevo y fresco a las canciones y otros diciendo que era una aberración de su estilo e incluso la banda, pero sobre todo fue bien recibido. El 30 de agosto, lanzaron un vídeo musical, mientras que el cantante Jacoby Shaddix se recupera de una cirugía vocal.
La canción aparece en Saints Row IV y Saints Row IV: Re-Elected.

## Video
El video muestra a la banda tocando encima de una azotea junto con escenas de una narrativa zombi, sugerido por el hijo de Shaddix de 7 años de edad.